# Blijdestein
Het mottekasteel Blijdestein stond in het Nederlandse stadje Heenvliet, provincie Zuid-Holland. De ronde vorm van het kasteel is bewaard gebleven in de bocht van de huidige Donjonstraat, die de voormalige slotgracht volgt; de contouren van de muren zijn zichtbaar gemaakt in het park.

## Geschiedenis
Heer Hugo werd in 1254 door zijn vader Dirk van Voorne met de heerlijkheid Heenvliet beleend en werd hiermee de eerste heer van Heenvliet. Blijdestein is rond die tijd (en mogelijk zelfs al in 1225) door Hugo gebouwd als een eenvoudig mottekasteel.
Blijdestein was niet het enige kasteel in Heenvliet. Zo groeide het rond 1250 gebouwde Ravesteyn uit tot de zetel van de heren van Heenvliet. Net als de kastelen Blickstein en Leeuwenstein was Blijdestein leenroerig aan Ravesteyn.
Midden 14e eeuw werd Blijdestein geheel vernieuwd. De bewoner was waarschijnlijk Jan II, de halfbroer van Hugo III van Heenvliet (1345-1409). Jan werd opgevolgd door zijn zoon Zweder (1362-na 1418), die het kasteel in januari 1418 verkocht aan zijn neef Jan van Heenvliet van der Capelle (1365-na 1436). In datzelfde jaar nog werd Blijdestein verwoest, samen met het nabijgelegen Blickstein, als onderdeel van de Hoekse en Kabeljauwse twisten. De restanten van de muren zijn omvergetrokken en in de gracht beland.

### Opgravingen
In 1967 en 1981 werden opgravingen verricht, waarbij delen van de poorttoren, de slotgracht en de uitbraaksleuf van de weermuur zijn gevonden. Ook is aardewerk aangetroffen van midden 13e eeuw tot het eerste kwart van 15e eeuw.

### Herinrichting
Het kasteelterrein werd in 2008 aangewezen als rijksmonument, waardoor de geplande woningbouw geen doorgang kon vinden. In 2013 werd het voormalige kasteelterrein opnieuw ingericht als een park, waarbij de contouren van het kasteel met klinkers en houten palen zijn aangegeven.

## Beschrijving
Het oudste kasteel is gebouwd in de 13e eeuw en stond op een omgracht terrein van 20 bij 30 meter. Het was waarschijnlijk een mottekasteel, bestaande uit een toren op een zes meter hoge kunstmatige heuvel.
Midden 14e eeuw werd het kasteel compleet vernieuwd, waarbij de motteheuvel werd vergroot. Hiertoe moest de oude slotgracht - op het noordelijke deel na - geheel worden gedempt. Er werd rondom de gedempte gracht een nieuwe gracht gegraven van 15 tot 20 meter breed die een terrein omsloot van 47 meter in doorsnede. Op de vergrootte motteheuvel verrees het nieuwe kasteel, bestaande uit een veelhoekige ringmuur met aan de noordzijde een poorttoren die via een houten brug bereikbaar was. De toren was 7,5 bij 9 meter groot en had muren van 1,2 meter dik. Op de toren of de muur waren arkeltorentjes aangebracht.

## Afbeeldingen

Restant van een arkeltoren, gevonden tijdens de opgraving in 1981
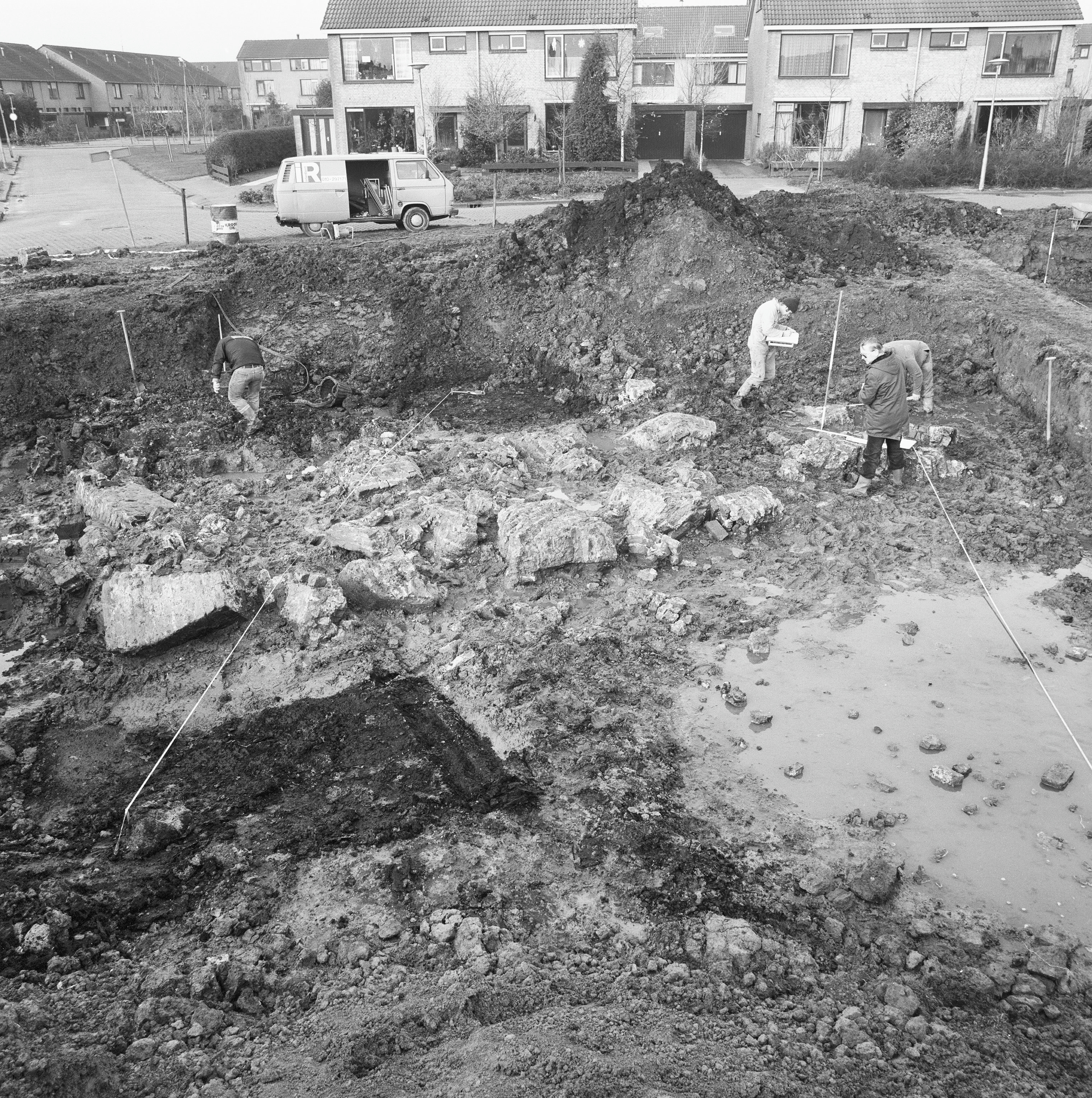
Restanten van de muur en poorttoren, gevonden tijdens de opgraving in 1981
Grondsporen bij de opgraving van 1981, met de kasteelmuur rechts van het midden

Abbenbroek · Abspoel · Adegeest · Slot Alkemade ·  Altena · Arkelsburg · Bellesteyn · Huis ten Berghe · Binckhorst · Binnenhof · Blijdestein · Te Blotinghe · Boekenburg · Boekhorst · Boshuysen · Bulgersteyn · Burcht (Leiden) · Burcht (Voorne) · Slot Capelle · Coebel · Cranenburg · Crayestein · Cronesteyn · Crooswijk · Develstein · 't Huys Dever · Dirks Steenhuis · Ter Does · Duivenstein · Duivenvoorde · Endegeest · Endepoel · Foreest · Giessenburg · Gravensteen · Groot Haesebroek · 's Heeraartsberg · Hof van Wateringen · Holy · Slot Honingen · Kasteel van de Heren van Arkel · Kasteel van Gouda · Keenenburg · Kasteel Keukenhof · Klein Poelgeest · Huis te Langerak · Langestein · Huis te Liesveld · Ter Lips · De Loo · Madeburcht · Marenburch · Meerburg · Huis te Merwede · Huis ter Mey · Kasteel van der Meye · Niemandsvriend · Noordeloos · Oud-Berendrecht · Oud-Poelgeest · Oud Teylingen · Paddenpoel · Persijn · Groot Poelgeest · Hof van Putten · Puttensteyn · Landgoed De Raephorst · Kasteel Ravesteyn · Kasteel van Rhoon · Rijnegom · Rijnenburg · Huis te Riviere · Rodenburg · Hofstad Rodenrijs · Rodenrijs · Rosenburgh · Huis Roucoop · Santhorst · Schelluinderberg · Schonenburg · Kasteel van Schoonhoven · Souburgh · Spangen · Starrenburg · Huis ter Specke · Steenvoorde · Stenevelt · Slot Teylingen · Den Toll · Torenvliet · Slot Valckesteyn · Huis ter Waard · Warmont · Ter Weer · Hof van Wena · Kasteel Westerbeek · Huis te Woude · Kasteel van IJsselmonde · 't Zand · Huis Zevender · Kasteel aan de Zevender · Zijlhof · Zonneveld · Huis Zuidwijk · Zwieten